# Сикорский, Игорь Антонович
И́горь Анто́нович Сико́рский (19 августа 1934, Одесская область — 5 января 2015, Кетовский район, Курганская область) — заслуженный работник сельского хозяйства РСФСР.

## Биография
Игорь Антонович Сикорский родился 19 августа 1934 года. По одним данным он родился в селе Гниляково Гниляковского сельского совета Одесского городского совета Одесской области Украинской ССР, ныне Гниляково входит в состав села Дачное Дачненской сельской общины (укр. Дачненська сільська громада) Одесского района Одесской области Украины; по другим данным — в селе Саврань Савранского сельского совета Савранского района Одесской области Украинской ССР, ныне посёлок городского типа — административный центр Савранской поселковой общины Подольского района Украины; а по третьим — в самом городе Одесса[уточнить].
После окончания Белозерской средней школы он начал свою трудовую деятельность рабочим совхоза «Белозерский» Белозерского района Курганской области.
В 1958 году окончил Курганский сельскохозяйственный институт по специальности «Учёный агроном».
После окончания института работал главным агрономом инспекции по сельскому хозяйству при Шатровском райисполкоме, затем в течение пяти лет председателем колхоза «Великий Октябрь» д. Дворцы Шатровского сельсовета Шатровского района Курганской области.
С 1964 по 1975 годы работал в Курганском сельскохозяйственном институте: ассистентом, старшим преподавателем кафедры растениеводства, деканом агрономического факультета; с 1969 года заведующим кафедрой растениеводства, селекции и семеноводства. В 1968 году защитил диссертацию кандидата сельскохозяйственных наук на тему «Биологические особенности кукурузы и некоторые вопросы её агротехники в условиях Курганской области».
В марте 1975 года назначен директором вновь созданного Курганского научно-исследовательского института зернового хозяйства и возглавлял его деятельность до 1994 года. В годы руководства Сикорского институт внедрил систему выведения новых сортов яровой и озимой пшеницы, включавшую быстрое размножение семян. В рамках целевой программы «Корма» были разработаны технологии возделывания просовидных зерновых и крестоцветных культур, эффективной эксплуатации орошаемых и осушенных земель, рационального использования кормовых угодий.
С 1983 года являлся генеральным директором научно-производственного объединения «Элита» Сибирского отделения Россельхозакадемии в составе Курганского НИИ сельского хозяйства и четырёх опытно-производственных хозяйств. В 1986 году стоял у истоков научно-производственной системы «Кукуруза», обеспечившей урожайность кукурузы на силос до 80—100 центнеров сухого вещества с гектара. Изучение этих методов руководством и специалистами колхозов и совхозов проводилось в рамках специально созданной республиканской школы. Разработанная зерновая технология выращивания кукурузы широко внедрялась не только в Курганской области, но и хозяйствах Челябинской, Тюменской, Омской и Северо-Казахстанской областей.
18 марта 1988 года приказом по агропромышленному комитету Курганской области была образована научно-производственная подсистема «Семена» в составе научно-производственной системы «Кукуруза», впоследствии преобразованная в научно-производственный агрохолдинг «Кургансемена». На неё возложили функции по ведению семеноводства зерновых и зернобобовых культур. Подсистему «Семена» возглавил Марат Нуриевич Исламов.
Активно участвовал в политической и общественной жизни. Член КПСС. Избирался депутатом районного Совета народных депутатов, кандидатом в члены Курганского обкома КПСС, членом ревизионной комиссии обкома КПСС, делегатом XXVII съезда КПСС. В 1989 году баллотировался в народные депутаты СССР на альтернативной основе от Курганского территориального избирательного округа № 213 Курганской области, но проиграл Александру Фёдоровичу Коростелёву.
27 апреля 2000 года генеральный директор учебного научно-производственного филиала «Кургансемена» И. А. Сикорский избран членом Совета директоров ОАО «Шадринский комбинат хлебопродуктов». (Доля ЗАО «Кургансемена» в уставном капитале ОАО «Шадринский комбинат хлебопродуктов» — 25,022 %).
Индивидуальный предприниматель Сикорский Игорь Антонович в селе Садовом Кетовского района Курганской области открыл цех по производству подсолнечного масла.
Игорь Антонович Сикорский умер 5 января 2015 года. Прощание с И. А. Сикорским состоялось 9 января в фойе Курганского НИИ сельского хозяйства в селе Садовом Кетовского района Курганской области, ныне село входит в Кетовский муниципальный округ той же области.

## Награды
- Звание «Заслуженный работник сельского хозяйства РСФСР», 1984 год
- Орден «Знак Почёта»
- Юбилейная медаль «За доблестный труд. В ознаменование 100-летия со дня рождения Владимира Ильича Ленина», 1970 год
- Медаль «Ветеран труда»
- 7 медалей ВДНХ, в том числе 3 золотых и 2 серебряных.
- Почётная грамота губернатора Курганской области, 2010 год[9]
- Звание «Почётный гражданин Кетовского района», 25 сентября 2008 года[уточнить][10]

## Семья
Отец Игоря Антоновича — Антон (Антош) Марьянович Сикорский. Он получил сельскохозяйственное образование и работал заведующим Белозерским госсортоучастком. Старший лейтенант А.М. Сикорский погиб в бою 30 ноября 1941 года в Кондопожском районе Карело-Финской ССР. Мать Игоря Антоновича, Сикорская Людмила Александровна (13 декабря 1901 — 28 июля 1971) имела греческие корни. В семье было пятеро детей: Майя, Анатолий, Тамилла, Светлана и Игорь[уточнить].
Игорь Антонович Сикорский был женат, в семье шестеро детей.

## Научные труды
Игорь Антонович Сикорский написал 2 книги и 7 научных брошюр, получил 5 патентов на изобретения.
- Сикорский, И. А., Устюжанин А.П. Курганская научно-производственная система «Кукуруза». — Челябинск: Юж.-Урал. кн. изд-во, 1988. — 104 с. — 2000 экз. — ISBN 5-7688-0267-3.[11]
- Сикорский, И. А. и др. Научно-производственная система «Кукуруза». Курганский вариант. — М.: Агропромиздат, 1988. — 75 с. — 6000 экз. — ISBN 5-10-001892-5.[12]
- Практическое руководство по освоению интенсивной (зерновой) технологии возделывания кукурузы. — Новосибирск: СО ВАСХНИЛ, 1990. — 65 с. — 7000 экз.[13]